# Manikaland
Manikaland hieß ein Teil Südrhodesiens, das zum Einflussbereich der Britischen Südafrika-Gesellschaft gehörte. Das Gebiet liegt zwischen 18° und 21° südlicher Breite und 31° 33' und 33° östlicher Länge. 

## Geografie
Manikaland lag östlich von Maschonaland und westlich von Portugiesisch-Ostafrika (Gasaland genannt) und umfasste ein Gebiet von etwa 26.000 km². Das Land wird in seiner gesamten Länge vom Fluss Sabi durchströmt und ist auf beiden Seiten von Gebirgen umschlossen. Sie steigen im Osten bis 1140 Meter Höhe auf. 

## Geschichte
Das Land war am Ende des 19. Jahrhunderts landwirtschaftlich wenig kultiviert, aber gut geeignet für den Anbau tropischer Früchte. Im Norden befanden sich Goldlagerstätten. Der größte Ort war Umtali. 
Manikaland bildete eine Zeit lang ein Streitobjekt zwischen Portugal und der Britischen Südafrika-Gesellschaft. Cecil Rhodes hatte 1890 eine bewaffnete Einheit unter Frederick Selous entsandt, um das Gebiet zu besetzen und die Portugiesen zum Rückzug zu zwingen. In Verträgen von 1891 und 1892 verzichtete Portugal auf seine Rechte.
Die heutige Provinz Manicaland hat eine ähnliche Lage wie das historische Manikaland, ist aber mit rund 36.000 Quadratkilometern größer.